# (35612) 1998 HR137
1998 HR137 (asteroide 35612) é um asteroide da cintura principal. Possui uma excentricidade de 0.01586030 e uma inclinação de 3.10370º.
Este asteroide foi descoberto no dia 20 de abril de 1998 por LINEAR em Socorro.